# Theaterforum K3
Het Theaterforum K3 is een multifunctioneel complex in het noordelijk van het voetgangersgebied in het centrum van de Duitse stad Heilbronn. Het bestaat uit een overdekt winkelcentrum met winkels, horeca, een bioscoop, theater, bibliotheek en een kantoortoren van elf verdiepingen. Onder het complex bevindt zich een parkeergarage met 440 parkeerplaatsen.
Het complex, naar een ontwerp van Bechler & Krummlauf,  werd op 15 november 2000 geopend. De totale oppervlakte van het complex bedraagt 24.400 m², waarvan 8.000 m² winkelruimte.
In 2014 verkocht de SEB-bank het complex aan een firma van de broers Schapira. Het complex werd in 2017 door de investeerders Isaac en Pinchas Schapira verkocht aan het Zwitserse pensioenfonds Profond. Het centrum wordt beheerd door Cemagg.